# Waruna Lakshan
Rankoth Pedige Waruna Lakshan Dayaratne (* 14. Mai 1988) ist ein ehemaliger sri-lankischer Leichtathlet, der sich auf den Speerwurf spezialisiert hat.

## Sportliche Laufbahn
Erste internationale Erfahrungen sammelte Waruna Lakshan im Jahr 2010, als er bei den Südasienspielen in Dhaka mit einer Weite von 64,17 m den sechsten Platz belegte. Im Jahr darauf gelangte er bei den Asienmeisterschaften in Kōbe mit 68,78 m auf Rang zehn und 2015 belegte er bei den Asienmeisterschaften in Wuhan mit 76,75 m den vierten Platz. Anschließend wurde er bei den Militärweltspielen in Mungyeong mit 71,79 m Achter. 2017 belegte er bei den Asienmeisterschaften in Bhubaneswar mit 76,78 m den achten Platz, ehe er bei den Weltmeisterschaften in London mit 73,16 m in der Qualifikationsrunde ausschied. 2019 belegte er bei den Südasienspielen in Kathmandu mit 72,33 m den vierten Platz und 2023 beendete er seine aktive sportliche Karriere im Alter von 35 Jahren.
In den Jahren 2009, 2016 und 2021 wurde Lakshan sri-lankischer Meister im Speerwurf.